# William Howard Livens
William Howard Livens (28 mars 1889 – 1er février 1964), était un ingénieur, un soldat de l'armée de terre britannique et un inventeur particulièrement connu pour la conception d’armes chimiques et incendiaires. Ingénieuses et intelligentes, les créations réussies de Livens « ont été caractérisées par leur facilité d’utilisation et leur facilité de production en grande série ». Dans une notice nécrologique, Sir Harold Hartley (en) a déclaré : « Livens a combiné une grande énergie, un esprit d'entreprendre avec un flair pour voir des solutions simples, et un génie inventif ».
William Howard Livens est surtout connu pour avoir inventé le « mortier Livens » (Livens Projector), une espèce de mortier simple pouvant projeter de grands fûts remplis de produits chimiques inflammables ou toxiques. Durant la Première Guerre mondiale, le mortier Livens était devenu le moyen standard pour lancer les attaques au gaz et il est resté dans l'arsenal de l'armée britannique jusqu'aux premières années de la Seconde Guerre mondiale.

## Jeunesse
Ses parents, Frederick Howard Livens (1854-1948) et Priscilla Abbott se sont mariés le 9 octobre 1886 à l'église congrégationaliste d’Upton. Frederick Howard Livens a été ingénieur en chef, puis président de Ruston and Hornsby à Lincoln,. Frédéric et Priscilla ont eu trois enfants, William Howard et deux filles plus jeunes.
En 1903, Livens a été envoyé à Oundle School, une public school célèbre située dans l'ancienne cité commerciale d’Oundle dans le Northamptonshire, en Angleterre. Là-bas, il s'enrôle dans l'Officers' Training Corps (OTC) dans lequel il sert avec le grade de sergent.
En quittant l'école en 1908, Livens est allé au Christ's College à l'université de Cambridge de 1908 jusqu’en octobre 1911. Il s'enrôle dans l’OTC et sert avec le grade de soldat. Il était capitaine de l'équipe de carabine à Cambridge. Il était un tireur d'élite au fusil, réalisant un score record dans une compétition avec une équipe de l'université d'Oxford, ainsi qu’un brillant tireur au pistolet.
Livens est devenu ingénieur civil, et a été pendant un certain temps rédacteur en chef adjoint du magazine Country Life,. Mais, quand la Première Guerre mondiale a commencé, il rejoint l'armée de terre britannique.

## Première Guerre mondiale
Le 4 août 1914, diplômé de l'OTC, Livens se porte candidat pour entrer dans le corps des Royal Engineers. Il a été enrôlé en tant que sous-lieutenant (Second Lieutenant) le 30 septembre 1914 et on lui a donné un poste de bureau dans la section de signalisation motorisée à Chatham. L’expérience de Livens à l'OTC et sa passion pour le tir sportif l’avaient bien préparé à certains aspects de la vie militaire :
« Quand il passa l'instruction du tir au revolver, le sergent instructeur, ne connaissant pas sa réputation de tireur, lui expliqua en détail comment charger son arme, viser et les détails du tir. Il a dit au supposé novice de faire feu 10 fois sur la cible et après chaque tir, le sergent répétait avec bienveillance : "Désolé, Monsieur, vous n'êtes pas encore dans la cible". Après que les 10 coups de feu eurent été tirés, Livens lui a suggéré de regarder de plus près la cible, les 10 coups de feu avaient frappé le centre de la cible ! »
La vie militaire n'a pas fait disparaître la créativité de Livens, il dirigea son esprit vers la problématique de la création de meilleures armes. Sur sa propre initiative, il aménagea des laboratoires de fortune dans sa chambre de la caserne de Chatham et dans le garage des officiers. Pour le champ de tir, il utilisa un terrain vacant près de l'un des anciens forts qui dominent l'estuaire de la Tamise. Là bas, il a travaillé sur le développement de lance-flammes et de petits mortiers pour projeter du pétrole et du gaz.
Le travail inventif de Livens a été accéléré par une volonté de vengeance pour les atrocités allemandes. Selon le livre de Simon Jones, World War I Gas Warfare Tactics and Equipment (Tactiques et équipement de la guerre de gaz durant la Première Guerre mondiale), à l'annonce du naufrage du paquebot de luxe RMS Lusitania en mai 1915 et de la perte de 1 100 vies, y compris, apparemment, son épouse, il a juré de tuer un nombre égal d’Allemands. Il a, à cette fin, commencé à expérimenter avec des mortiers à gaz et incendiaires de différents types et a continué son travail, même après avoir appris que sa femme n'était pas, finalement, à bord du Lusitania. Cette histoire ne peut être totalement véridique, car Livens ne s’est pas marié avant 1916. Charles Foulkes qui est devenu l’officier commandant de Livens et qui écrivit plus tard Gas! The Story of the Special Brigade (Gaz ! L'histoire de la Brigade spéciale) mentionne « un fort sentiment personnel » en relation avec le naufrage du Lusitania, sans être plus précis. Selon le Who's Who in World War One (Qui est qui de la Première Guerre mondiale) par John Bourne, c'était la première utilisation de gaz toxiques par les Allemands durant la deuxième bataille d'Ypres le 22 avril 1915 qui a poussé Livens à se venger. Cette histoire alternative est compatible avec les déclarations postérieures de Livens disant qu'il a commencé son travail expérimental, à la fin du mois d'avril 1915.
À la fin août 1915, Livens quitte Chatham pour rejoindre l'une des compagnies, nouvellement formées, des gaz spéciaux du Royal Engineer où il était l'un des très rares officiers à avoir une formation en ingénierie, plutôt qu’en chimie. À l'époque, la guerre des gaz était très primitive : des bouteilles lourdes de gaz toxiques étaient manipulés à la main dans les tranchées et leur contenu tout simplement évacué vers l'extérieur par des tuyaux en métal, la brise portant le nuage toxique vers les tranchées ennemies. Mais le vent pouvait être instable et changer de direction : la première attaque britannique au gaz à Loos a été un désastre. Livens développa l'utilisation de longs tuyaux en caoutchouc pour transporter le gaz vers un emplacement optimal pour la libération à l’air libre et un collecteur qui a réduit le nombre de tuyaux sur les parapets en connectant quatre cylindres à un seul tuyau, ces améliorations ont permis au système d’être plus fiable. Le major-général Foulkes a décrit comme un « gagneur », mais aussi comme quelqu’un de peu familier avec le protocole militaire. Plus tard, Foulkes fera appel à Livens dans la préparation d'une attaque au gaz sur la redoute Hohenzollern :
« À une occasion, il fit fi de toute opposition et remplit, à Victoria Station, une voiture Pullman avec des kilomètres de tuyaux en caoutchouc et de lourdes boîtes métalliques d’armes, et en arrivant à Boulogne il télégraphia au quartier-maître général personnellement pour obtenir la fourniture immédiate de 20 camions, qu’il a obtenus ! "Qui est ce damné Livens ?" me demanda une voix furieuse au téléphone. et lorsque je lui fournis la réponse d’une voix douce, je ne pouvais pas m'empêcher de penser que beaucoup de difficultés allaient survenir »

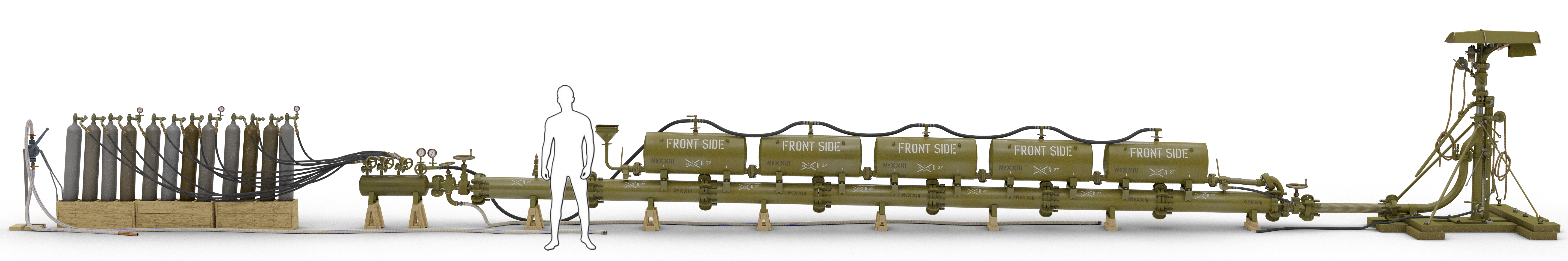
Livens Large Gallery Flame Projector.

Livens fut bientôt mis à la tête de la compagnie Z, une unité spéciale qui avait la responsabilité de développer une version britannique du lance-flammes allemand qui avait été récemment déployé sur le front occidental. Quatre des énormes lance-flammes fixes de Livens – Le grand lance-flammes de Livens (son appellation originale est Livens Large Gallery Flame Projector)– devait être utilisé le 1er juillet 1916 au début de la bataille de la Somme. Construit dans des chambres souterraines, deux ont été mis hors service par l'artillerie allemande avant l'offensive. Les deux autres ont été efficaces pour démoraliser les défenseurs allemands. Bien qu’impressionnant (il fut surnommé le « dragon de la Somme »), il avait une portée limitée et son immobilité limitait sévèrement son utilisation et le projet fut abandonné. Les restes d'un de ces lance-flammes ont été découverts en 2010,.

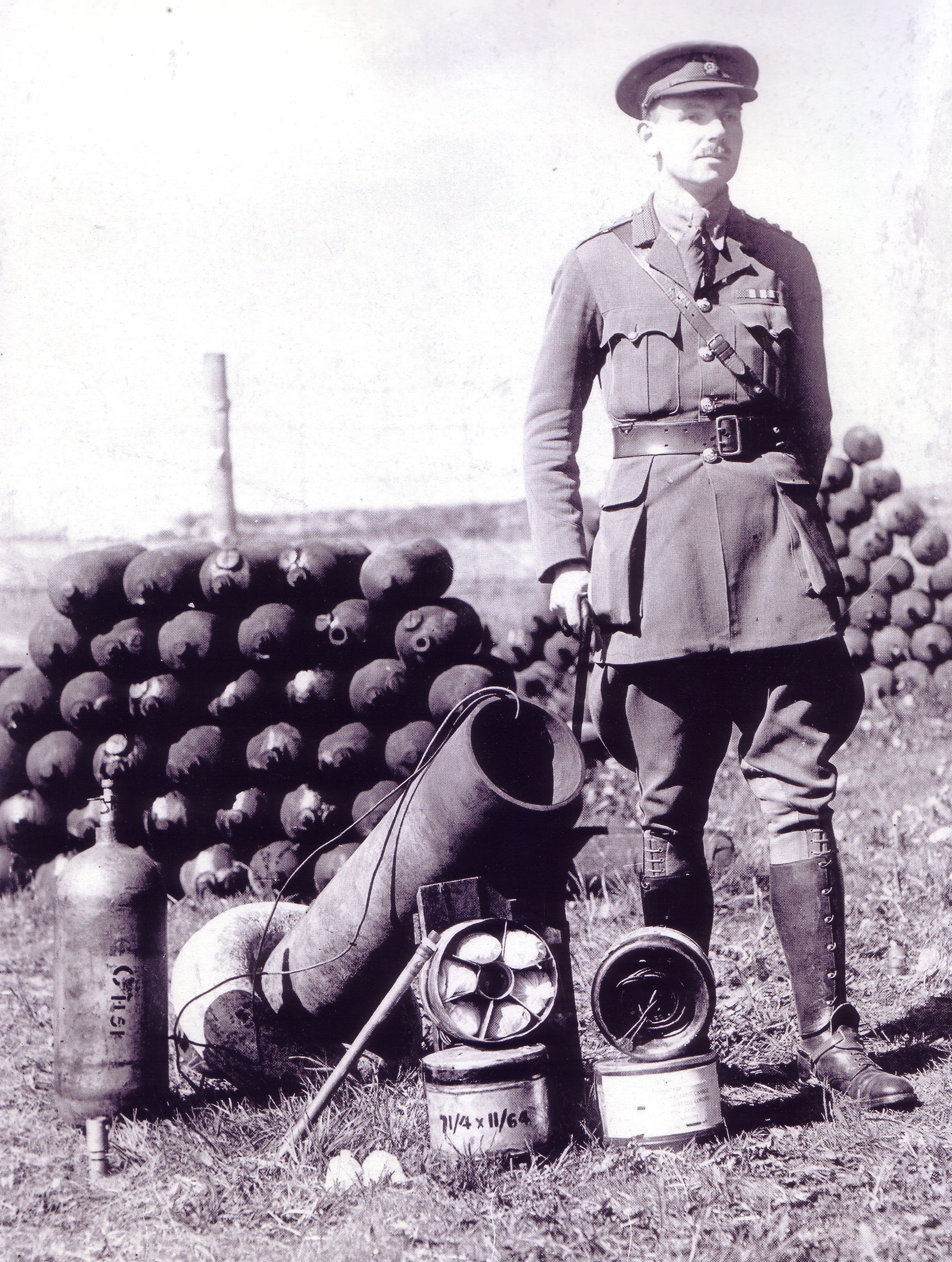
Photographie montrant Livens avec des composants du lance-flammes Livens.

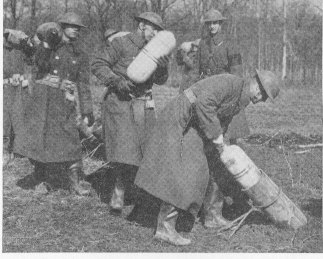
Troupes chargeant un lance-flammes Livens.

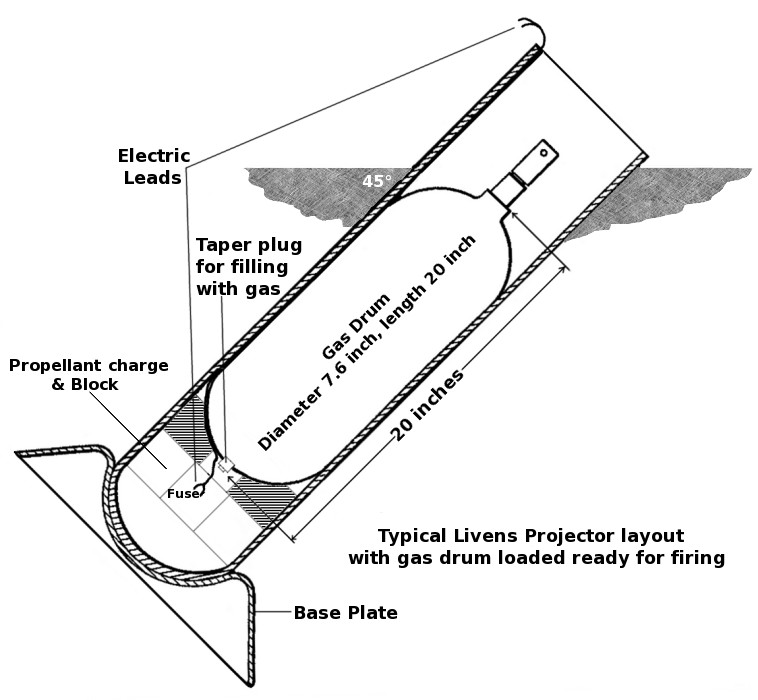
Schéma simplifié montrant la disposition typique du lance-flammes Livens semi enterré dans le sol avec un angle de 45 °, avec une réserve de gaz chargée prête pour le tir. De fins fils électriques courent depuis l’amorce à la base du tube, jusqu'à l'intérieur du tube et de la bouche du canon à un générateur électrique. Lorsque le générateur électrique met à feu l’amorce à la base du tube, qui enflamme la charge propulsive et la pression du gaz en expansion projette la bombe hors du tube.

Un jour, lors d'une attaque sur la Somme, la compagnie Z a rencontré des Allemands qui étaient bien enterrés. Des grenades n'ayant pas réussi à les déloger, Livens a fait jeter deux fûts de cinq gallons de pétrole ; l'essence enflammée a été si efficace que le camarade de Livens, Harry Strange, se demanda s'il ne serait pas préférable d'utiliser des fûts pour amener les flammes à l'ennemi plutôt que de compter sur un lance-flammes complexe,. Réfléchissant sur l'incident, Livens et Strange a examiné comment un gros obus rempli de carburant pourrait être lancé. Bien que l'idée clé de projeter un gros obus contenant de l’essence était due à Strange, c’est Livens qui a continué à développer un gros et simple mortier qui pourrait projeter un fût de trois gallons d'essence qui aurait éclaté quand il aurait atterri...
« ... il l'a fait en projetant depuis un mortier improvisé qui consistait un conteneur en acier ordinaire dans lequel de l’essence était versée, d'autres fûts remplis d’essence, d'un diamètre légèrement moindre et enveloppés dans des sacs de sable étant employés comme projectiles. Les mortiers étaient enfouis dans le sol en rangées, se touchant presque et avec seulement les bouches visibles au-dessus de la surface, et de cette manière ils étaient placés dans la direction requise, tandis que des morceaux de métal de tout ce qui éclatait - et ils étaient nombreux ! - étaient contenus dans le sol. Les fûts étaient remplis avec de l’essence et des déchets de coton, et la partie supérieure ouverte, le contenu allumé et dispersé par des charges de fulmicoton fixées à la surface et explosant grâce à une amorce elle-même mise à feu par la charge propulsive de poudre noire. »
La nouvelle arme de Livens a été utilisée pour la première fois dans la matinée du 23 juillet 1916 : vingt mortiers projetant de l’essence ont été tirés juste avant une attaque à Pozières (dans le cadre de la bataille de la Somme), leur effet a été limité. Puis, 30 mortiers ont tiré à l'angle Est du bois des Foureaux le 18 août avec des résultats plus encourageants, et le 3 septembre une autre attaque a été un grand succès.
À la suite de ces attaques, Livens a attiré l'attention du général Gough qui, impressionné par ses idées, se débrouilla pour lui procurer tout ce qu'il fallait. La nouvelle arme a été développée pour devenir le mortier Livens qui consistait en un simple tube fermé par un hémisphère à une extrémité. Il était à moitié enterré dans le sol avec une inclinaison de 45 degrés, pointant dans la direction voulue. Il était ensuite chargé d'une charge unique de propergol calculée pour atteindre la portée souhaitée. La préparation d'une batterie de mortiers pour une attaque demandait beaucoup de temps, ce n'était pas un problème grave dans les conditions d’une guerre de tranchées statique et l'arme était si simple et peu coûteuse que des centaines - et à certaines occasions des milliers - de mortiers pouvaient faire feu simultanément prenant l'ennemi par surprise. La compagnie Z a rapidement développé le mortier Livens, en augmentant sa portée initialement de 180 m, d'abord à 320 m pour finalement produire une version à déclenchement électrique avec une portée de 1300 yards (1 200 m).
Le mortier Livens a été modifié pour tirer des bonbonnes de gaz rempli de poison plutôt que de pétrole. Ce système a été testé secrètement, à Thiepval en septembre 1916 et à Beaumont-Hamel en novembre. Le mortier Livens était capable de délivrer une forte concentration de gaz à une distance considérable et chaque cartouche de gaz libérait autant de gaz que plusieurs obus chimiques d'artillerie.
Le mortier Livens a été utilisé dans une série d'attaques au gaz en octobre 1916 et un certain nombre d'officiers s'intéressèrent de près aux résultats. Livens avait vu certains tirs depuis un avion et dans son rapport, il estimait que « ... si les mortiers étaient utilisés sur une grande échelle le coût pour tuer un Allemand pourrait être réduit à seize shillings. » Ce rapport a été envoyé au ministère des Munitions et Livens est retourné en Angleterre peu de temps après pour participer au développement d’un mortier standard et du bidon. Le mortier Livens devenu un moyen privilégié par lequel l'armée britannique procédait à une attaque chimique et sa production a reçu une priorité élevée, la quantité totale produite pour les Alliés de la Grande Guerre a finalement dépassé les 150 000 unités. Livens, qui « était toujours plein d'idées » a abandonné le commandement de la compagnie Z et est devenu un agent de liaison entre la brigade spéciale de Foulkes et le ministère de l'Armement, rôle dans lequel il est resté durant les deux dernières années de la guerre.
Livens continua à améliorer son mortier et à concevoir d'autres armes pour la guerre de tranchées, dont certaines étaient utiles, d'autres pas. Par exemple, il fit des expérimentations pour couper des fils de fer barbelés à l'aide de grandes quantités d'explosifs. Un témoin d’un essai a décrit des boîtes orange remplies d'explosifs et mise à feu par un trou dans le sol à la manière d'une fougasse. Ce système ne fonctionnait pas bien car les explosifs avaient tendance à exploser inefficacement dans les airs - un spectacle qui a été décrit comme étant : « la plus impressionnante image du jour du Jugement ». Une variante du mortier Livens a également été testée en vue de sectionner les fils, le major-général Foulkes se souviendra plus tard :
« Après le tir, alors que les spectateurs approchaient de la zone cible pour observer l'effet de l’arme, Livens remarqua qu'un fût contenant 100 livres d'ammonal n'avait pas explosé, et il cria « tout le monde recule » et a dirigé une retraite précipitée. Je pense qu'il considérait cet incident comme le point culminant de sa carrière militaire – l’occasion d’aboyer un ordre à un commandant de l'armée de terre (Gough) et qui a été rapidement exécuté ! »
Les idées de Livens pour couper les fils barbelés, étaient fondamentalement simples mais ont finalement échoué ; mais il n'a jamais renoncé même si une arme n’atteignait pas ses attentes.
Les travaux de Livens étaient dangereux et il n'a jamais manqué de courage. À une occasion, lors d’un essai d’un masque à gaz de service contre le sulfure d'hydrogène (H2S), le gaz pénétra presque immédiatement et Livens tomba inconscient mais récupéra rapidement. Pendant la guerre, Livens a reçu la croix militaire le 14 janvier 1916 et l'ordre du Service distingué, le 1er janvier 1918. Il n'y a pas de citations publiées pour ses décorations, cela peut être dû à la nature confidentielle de son travail.
Livens a été démobilisé le 11 avril 1919.

## Vie privée
En 1916, Livens se maria avec Elizabeth Price. Ils eurent trois filles.

## Entre-deux-guerres
Après la Première Guerre mondiale, Livens ne dispose plus que de moyens indépendants, et n'avait plus aucune incitation à produire de nouvelles inventions et sa vie a été relativement calme. Juste avant la fin de la Première Guerre mondiale, Livens dépose un brevet pour une version améliorée de son mortier et à la mi-juin 1919, Livens et son père ont déposé conjointement un brevet pour un projectile amélioré : l'amélioration principale est la construction d’une enveloppe solide mais légère en utilisant la technique de fonderie.
En 1920, Livens dépose un dossier à la Royal Commission on Awards to Inventors (Commission royale sur les récompenses aux inventeurs) au titre de son travail en temps de guerre sur le lance-flammes et le mortier Livens. Il a dû attendre une audience, qui a été compliquée par le fait que son ancien camarade Harry Strange avait également fait une réclamation dans le cadre de l'invention. L'audience a été reportée jusqu'au 27 mai 1922, période durant laquelle Livens avait accepté que Strange ait une part du « butin » qui pourrait être obtenu. L'audience a été minutieuse et un certain nombre de témoins ont été appelés, y compris le général Gough récemment retraité et Charles Foulkes Howard, qui était alors colonel. Livens a reçu 500 £ pour son travail sur des lance-flammes et 4 500 £ pour le mortier Livens et ses munitions. (une somme importante:.. 5 000 £ en 1922 étant équivalent à 202 000 £ en 2012. [38])
En 1924, Livens invente un petit lave-vaisselle adapté pour une utilisation dans un cadre domestique. Il avait toutes les caractéristiques d'un lave-vaisselle moderne, dont une porte frontale pour le chargement, une grille pour tenir la vaisselle et un pulvérisateur rotatif. Selon la tradition familiale, Livens a construit un prototype pour le bénéfice de la famille ; mais quand il a été essayé par leur servante, elle a été retrouvée en larmes avec de l'eau inondant le sol. L'expérience fut abandonnée.
Livens a manifesté de l’intérêt pour le spiritisme. Il a assisté à un certain nombre de séances, en particulier le 15 novembre 1932 à une séance de spiritisme avec le célèbre médium Rudi Schneider (en), bien que ce jour-là, le résultat fut nul - rien ne se passa. Livens était vice-président honoraire de l'association des spiritualistes de Grande-Bretagne (en) (Spiritualist Association of Great Britain) et plus tard, il fut un grand ami de Lord Dowding avec qui il avait des intérêts similaires.

## Seconde Guerre mondiale

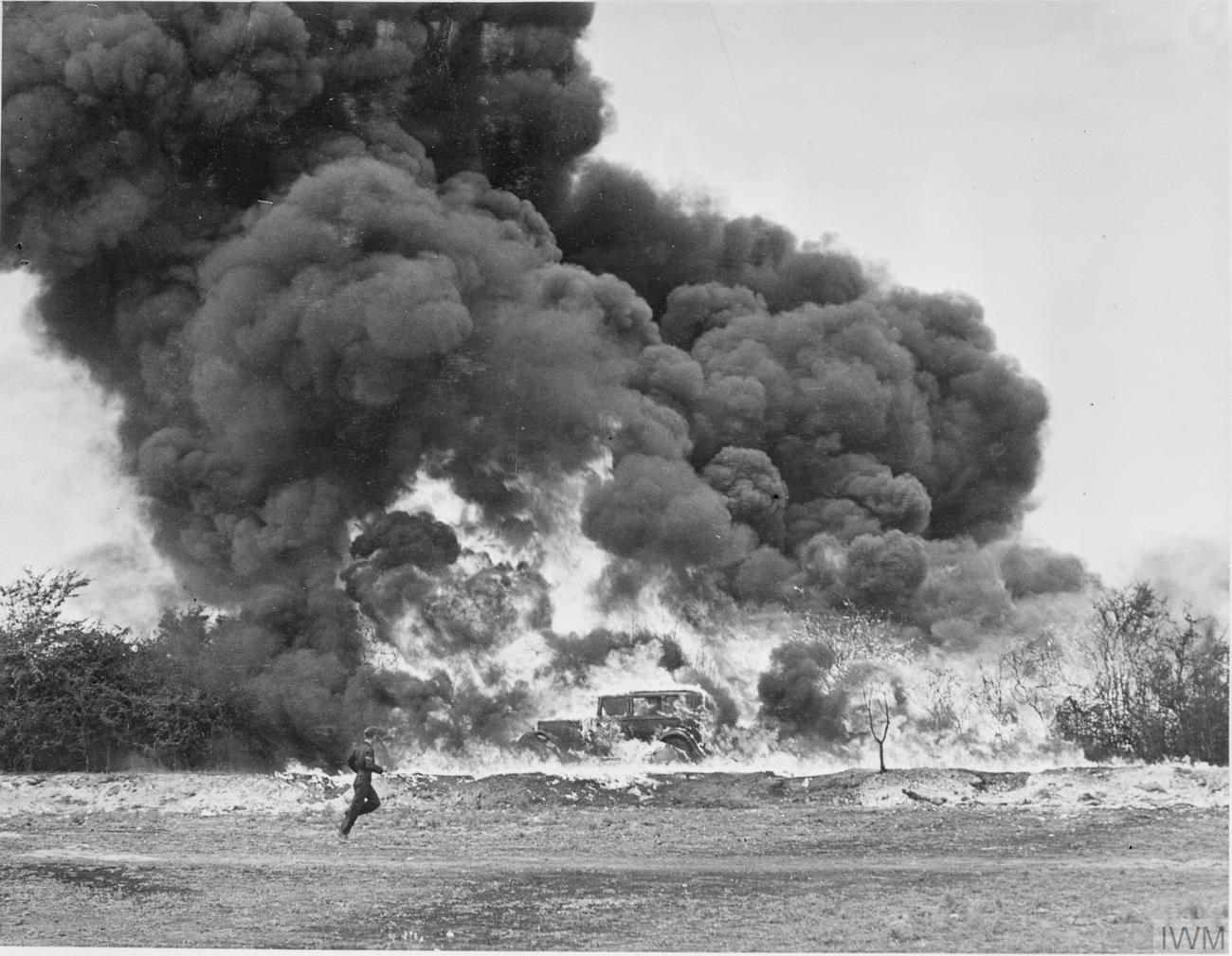
Une démonstration d'une fougasse incendiaire, quelque part en Grande-Bretagne. Une voiture est entourée par les flammes et un énorme nuage de fumée. Vers 1940.

Lors du déclenchement de la guerre, Livens se voit offrir le rang d’Air commodore de la Royal Air Force. Cependant, il ne s’enrôle pas, préférant apporter sa contribution à l'effort de guerre en tant que civil, rôle dans lequel il était libre d'être en désaccord avec ses supérieurs.
En 1940, devant la menace d’une invasion allemande imminente de la Grande-Bretagne, les Britanniques ont mis au point un certain nombre d'armes de guerre incendiaires novatrices. Livens rejoignit l'équipe de développeurs qui travaillait au Petroleum Warfare Department, récemment formée sous la direction de Sir Donald Banks. Banks décrit Livens ainsi :
« Le colonel Livens était l'inventeur typique. Son équipement, on s'en souvient, était une ancienne veste de club avec de nombreuses poches desquelles émergeaient des explosifs, des amorces, des fils et des machins de toutes sortes et hop! la détonation la plus surprenante se produisait dans des lieux déconcertants. »
Le Petroleum Warfare Department expérimenta plusieurs systèmes, y compris un certain nombre suggérés par Livens. Il s'agit notamment d'un système ressemblant à son mortier projetant "des comètes flamboyantes" sur les plages du débarquement, mais la suggestion la plus prometteuse a été la fougasse incendiaire, qui a été largement adoptée par la suite.
Une fougasse incendiaire était constituée d’un fût en acier de 40 gallons remplis avec un mélange de produits pétroliers et un petit explosif, mis à feu électriquement, comme charge propulsive. Le fut était enterré au bord d’une route et camouflé. Lorsque la charge propulsive à base d’ammonal explosait, elle provoquait la rupture du fût et projetait une flamme de 3 m de large et 27 m de long.
Des dizaines de milliers de fougasses incendiaires ont été déployées. Presque toutes ont été retirés avant la fin de la guerre, bien que, incroyablement, quelques-unes ont été oubliées et leurs restes ont duré jusqu'à nos jours.
La fougasse incendiaire est restée dans les manuels de campagne de l'armée de terre comme un expédient du champ de bataille depuis ce temps-là.
La femme de Livens, Elizabeth, est décédée le 18 juillet 1945, après une longue maladie.

## Après la Seconde Guerre mondiale
Le 22 juillet 1947, Livens épouse Arron Perry à l'église Saint-Paul, à Winchmore Hill.
Livens s’est brièvement intéressé à la photographie. Dans les années 1950, Livens a breveté des inventions relatives à la photographie,.
Livens aimait naviguer sur de petits bateaux et était un membre du Royal Thames Yacht Club.
Livens est décédé dans un hôpital de Londres le 1er février 1964. Ses restes ont été incinérés à Golders Green, le samedi 8 février avec la demande que les dons pour la recherche contre le cancer devrait être faits, en lieu et place de fleurs. Ses trois filles lui ont survécu. Il a laissé une succession d'une valeur estimée à 82 561 £ (environ 1 247 000 £ en 2012).